# I liga 1996-1997
La I liga 1996-1997 fu la 71ª edizione della massima serie del campionato polacco di calcio, la 63ª edizione nel formato di campionato. La stagione iniziò il 27 luglio 1996 e si concluse il 25 giugno 1997. Il Widzew Łódź vinse il campionato per la quarta volta nella sua storia, la seconda consecutiva. Capocannoniere del torneo fu Mirosław Trzeciak, attaccante del ŁKS, con 18 reti realizzate.

## Stagione

### Novità
Dalla I liga 1995-1996 vennero retrocessi in II liga il Pogoń Stettino, il Lechia/Olimpia Danzica, lo Stal Mielec e il Siarka Tarnobrzeg; mentre vennero promossi dalla II liga 1995-1996 il Polonia Varsavia, il Wisła Cracovia, l'Odra e il Ruch Chorzów.

### Formula
Le diciotto squadre partecipanti si affrontavano in un girone all'italiana con partite di andata e ritorno, per un totale di 34 giornate. La squadra prima classificata era campione di Polonia e si qualificava per il primo turno preliminare della UEFA Champions League 1997-1998. La squadra classificata al secondo posto si qualificava per il turno preliminare della Coppa UEFA 1997-1998. La vincitrice della Coppa di Polonia veniva ammessa al turno preliminare della Coppa delle Coppe 1997-1998. Un ulteriore posto veniva assegnato per la partecipazione alla Coppa Intertoto UEFA 1997. Le ultime quattro classificate venivano retrocesse direttamente in II liga.

## Squadre partecipanti
| Club              | Città            | Stagione precedente                  |
| ----------------- | ---------------- | ------------------------------------ |
| Amica Wronki      | Wronki           | 5º posto in I liga                   |
| GKS Bełchatów     | Bełchatów        | 13º posto in I liga                  |
| GKS Katowice      | Katowice         | 11º posto in I liga                  |
| Górnik Zabrze     | Zabrze           | 12º posto in I liga                  |
| Hutnik Cracovia   | Cracovia         | 3º posto in I liga                   |
| Lech Poznań       | Poznań           | 7º posto in I liga                   |
| Legia Varsavia    | Varsavia         | 2º posto in I liga                   |
| ŁKS               | Łódź             | 4º posto in I liga                   |
| Odra              | Wodzisław Śląski | 1º posto nel girone ovest di II liga |
| Polonia Varsavia  | Varsavia         | 1º posto nel girone est di II liga   |
| Raków Częstochowa | Częstochowa      | 8º posto in I liga                   |
| Ruch Chorzów      | Chorzów          | 2º posto nel girone ovest di II liga |
| Śląsk Breslavia   | Breslavia        | 14º posto in I liga                  |
| Sokół Tychy       | Tychy            | 9º posto in I liga                   |
| Stomil Olsztyn    | Olsztyn          | 9º posto in I liga                   |
| Widzew Łódź       | Łódź             | Campione di Polonia                  |
| Wisła Cracovia    | Cracovia         | 2º posto nel girone est di II liga   |
| Zagłębie Lubin    | Lubin            | 10º posto in I liga                  |

## Classifica finale
|  | Pos. | Squadra           | Pt | G  | V  | N  | P  | GF | GS | DR  |
|  | ---- | ----------------- | -- | -- | -- | -- | -- | -- | -- | --- |
|  | 1.   | Widzew Łódź       | 81 | 34 | 25 | 6  | 3  | 74 | 21 | +53 |
|  | 2.   | Legia Varsavia    | 77 | 34 | 24 | 5  | 5  | 66 | 27 | +39 |
|  | 3.   | Odra              | 55 | 34 | 16 | 7  | 1  | 51 | 44 | +7  |
|  | 4.   | GKS Katowice      | 53 | 34 | 14 | 11 | 9  | 47 | 40 | +7  |
|  | 5.   | Amica Wronki      | 52 | 34 | 14 | 10 | 10 | 41 | 40 | +1  |
|  | 6.   | ŁKS               | 49 | 34 | 13 | 10 | 11 | 55 | 45 | +10 |
|  | 7.   | Zagłębie Lubin    | 49 | 34 | 13 | 10 | 11 | 44 | 38 | +6  |
|  | 8.   | Polonia Varsavia  | 48 | 34 | 13 | 9  | 12 | 40 | 44 | -4  |
|  | 9.   | Stomil Olsztyn    | 44 | 34 | 12 | 8  | 14 | 45 | 46 | -1  |
|  | 10.  | Raków Częstochowa | 44 | 34 | 11 | 11 | 12 | 35 | 39 | -4  |
|  | 11.  | Lech Poznań       | 44 | 34 | 11 | 11 | 12 | 40 | 40 | 0   |
|  | 12.  | Wisła Cracovia    | 42 | 34 | 11 | 9  | 14 | 33 | 42 | -9  |
|  | 13.  | Górnik Zabrze     | 41 | 34 | 11 | 8  | 15 | 40 | 45 | -5  |
|  | 14.  | Ruch Chorzów      | 40 | 34 | 9  | 13 | 12 | 41 | 41 | 0   |
|  | 15.  | GKS Bełchatów     | 40 | 34 | 11 | 7  | 16 | 36 | 43 | -7  |
|  | 16.  | Hutnik Cracovia   | 35 | 34 | 8  | 11 | 15 | 34 | 46 | -8  |
|  | 17.  | Śląsk Breslavia   | 24 | 34 | 6  | 6  | 22 | 24 | 56 | -32 |
|  | 18.  | Sokół Tychy       | 21 | 34 | 5  | 6  | 23 | 18 | 67 | -49 |

Legenda:
      Campione di Polonia e ammessa alla UEFA Champions League 1997-1998.
      Ammessa alla Coppa delle Coppe 1997-1998.
      Ammessa alla Coppa UEFA 1997-1998.
      Ammessa alla Coppa Intertoto 1997.
      Retrocessa in II liga 1997-1998.
Note:
Tre punti a vittoria, uno a pareggio, zero a sconfitta.
Il Sokół Tychy si è ritirato dal campionato alla 26ª giornata.
Lo Śląsk Wrocław si è ritirato dal campionato alla 31ª giornata.

## Risultati
|                   | Wid  | Leg  | Odr  | GKK  | Ami  | ŁKS  | ZaL  | Pol  | Sto  | Rak  | LcP  | WiC  | GóZ  | RuC  | GKB  | Hut  | Ślą  | Sok  |
| ----------------- | ---- | ---- | ---- | ---- | ---- | ---- | ---- | ---- | ---- | ---- | ---- | ---- | ---- | ---- | ---- | ---- | ---- | ---- |
| Widzew Łódź       | –––– | 1-0  | 2-1  | 4-0  | 4-0  | 0-1  | 0-0  | 4-0  | 4-0  | 5-1  | 2-2  | 1-0  | 3-0  | 3-0  | 1-0  | 2-0  | 4-0  | 2-0  |
| Legia Varsavia    | 2-3  | –––– | 5-1  | 2-1  | 2-0  | 3-0  | 2-1  | 3-0  | 2-1  | 2-1  | 1-1  | 2-1  | 2-0  | 3-1  | 3-2  | 2-0  | 1-0  | 3-0  |
| Odra              | 1-1  | 0-3  | –––– | 0-0  | 3-0  | 0-0  | 2-1  | 3-1  | 3-1  | 0-0  | 1-2  | 1-0  | 1-0  | 2-1  | 4-1  | 3-2  | 3-1  | 5-1  |
| GKS Katowice      | 3-4  | 1-3  | 4-1  | –––– | 4-1  | 1-0  | 0-2  | 1-0  | 2-1  | 2-1  | 0-1  | 2-0  | 1-0  | 1-0  | 0-1  | 1-0  | 1-1  | 3-0  |
| Amica Wronki      | 1-2  | 2-1  | 0-0  | 2-0  | –––– | 2-2  | 3-2  | 0-1  | 1-1  | 1-0  | 1-0  | 1-1  | 3-0  | 1-0  | 1-0  | 3-0  | 1-0  | 0-0  |
| ŁKS Łódź          | 1-1  | 2-1  | 1-2  | 1-1  | 1-2  | –––– | 2-1  | 4-2  | 4-2  | 1-1  | 2-1  | 5-0  | 4-1  | 0-0  | 2-0  | 1-1  | 5-2  | 1-0  |
| Zagłębie Lubin    | 2-2  | 0-1  | 0-1  | 4-4  | 3-1  | 2-1  | –––– | 2-1  | 1-0  | 2-1  | 1-0  | 0-0  | 1-1  | 1-1  | 3-2  | 3-1  | 1-0  | 3-0  |
| Polonia Varsavia  | 0-3  | 1-1  | 0-2  | 1-1  | 1-1  | 1-1  | 1-1  | –––– | 1-1  | 3-1  | 2-1  | 1-0  | 1-1  | 1-0  | 0-1  | 5-1  | 4-0  | 1-0  |
| Stomil Olsztyn    | 1-0  | 0-0  | 3-1  | 1-1  | 1-3  | 1-1  | 3-0  | 4-1  | –––– | 0-1  | 3-0  | 1-0  | 1-1  | 2-2  | 1-2  | 2-1  | 2-0  | 1-0  |
| Raków Częstochowa | 0-4  | 1-1  | 0-0  | 1-1  | 0-1  | 2-1  | 1-0  | 2-0  | 1-4  | –––– | 2-0  | 1-1  | 0-0  | 1-0  | 1-2  | 1-0  | 3-0  | 1-1  |
| Lech Poznań       | 1-2  | 0-2  | 3-1  | 0-0  | 1-1  | 4-1  | 1-2  | 2-2  | 0-1  | 1-1  | –––– | 1-0  | 1-0  | 2-0  | 1-1  | 2-1  | 3-1  | 1-0  |
| Wisła Cracovia    | 1-2  | 1-3  | 0-0  | 1-3  | 2-1  | 3-2  | 2-0  | 0-0  | 5-2  | 0-3  | 1-1  | –––– | 1-0  | 1-1  | 1-0  | 0-0  | 1-0  | 2-0  |
| Górnik Zabrze     | 0-1  | 2-3  | 2-1  | 3-1  | 1-1  | 1-4  | 2-2  | 0-1  | 3-1  | 0-1  | 0-2  | 3-1  | –––– | 1-0  | 2-1  | 2-0  | 2-0  | 6-0  |
| Ruch Chorzów      | 1-2  | 1-1  | 3-2  | 1-1  | 2-2  | 2-1  | 1-0  | 2-0  | 1-1  | 2-0  | 0-0  | 1-1  | 1-2  | –––– | 2-0  | 2-2  | 1-1  | 3-0  |
| GKS Bełchatów     | 2-0  | 0-1  | 2-0  | 1-1  | 3-1  | 0-0  | 1-0  | 0-2  | 1-0  | 1-1  | 1-1  | 1-2  | 0-1  | 0-2  | –––– | 2-2  | 3-2  | 1-3  |
| Hutnik Cracovia   | 0-0  | 2-1  | 1-2  | 2-3  | 0-0  | 2-0  | 0-0  | 0-1  | 1-0  | 3-1  | 1-1  | 2-0  | 2-0  | 3-5  | 1-1  | –––– | 1-0  | 0-0  |
| Śląsk Wrocław     | 0-2  | 0-3  | 3-1  | 0-2  | 2-0  | 3-0  | 0-3  | 0-2  | 0-1  | 0-0  | 1-0  | 1-3  | 1-1  | 1-1  | 1-0  | 0-0  | –––– | 3-0  |
| Sokół Tychy       | 0-3  | 0-1  | 0-3  | 0-0  | 0-3  | 0-3  | 0-0  | 1-2  | 2-1  | 0-3  | 5-3  | 0-1  | 2-2  | 2-1  | 0-3  | 0-2  | 1-0  | –––– |

## Statistiche

### Classifica marcatori
Fonte: 90minut.pl
| Gol |  |  | Giocatore              | Squadra                           |
| --- |  |  | ---------------------- | --------------------------------- |
| 18  |  |  | Mirosław Trzeciak      | ŁKS Łódź                          |
| 17  |  |  | Jacek Dembiński        | Widzew Łódź                       |
| 17  |  |  | Cezary Kucharski       | Legia Varsavia                    |
| 15  |  |  | Sławomir Wojciechowski | GKS Katowice                      |
| 14  |  |  | Mariusz Śrutwa         | Ruch Chorzów                      |
| 12  |  |  | Sławomir Majak         | Widzew Łódź                       |
| 12  |  |  | Piotr Reiss            | Lech Poznań                       |
| 11  |  |  | Marcin Kuźba           | Górnik Zabrze                     |
| 11  |  |  | Bogdan Prusek          | Sokół Tychy (8), Amica Wronki (3) |
| 11  |  |  | Sławomir Suchomski     | GKS Bełchatów                     |
| 11  |  |  | Krzysztof Zagórski     | Odra                              |
| 10  |  |  | Waldemar Adamczyk      | Hutnik Cracovia                   |